# أبو القاسم بن الجد
أبو القاسم محمد بن عبد الله بن يحيى بن الجد الفهري  المعروف بالأحدب، قاضي وكاتب ووزير أندلسي، من أهل إشبيلية، أخوه الفقيه أبو بكر بن الجد.

## سيرته
من أسرة آل ابن الجد، تولى خطة الشورى في لبلة، وتقلد وزارة الراضي بن المعتمد بن عباد في رندة، ثم أصبح كاتب أمير المسلمين أبي الحسن علي بن يوسف بن تاشفين أمير دولة المرابطين. كان متفنناً في المعارف والعلوم مقدماً في الأدب والبلاغة، وله حظ جيد من الفقه والحديث، وكان فاضلاً حسن العشرة، له نثر وشعر. يُعد ابن الجد من رواة الحديث النبوي، وكان يؤم في صلاة الفريضة في إشبيلية. توفي سنة 515 هـ.